# Bhutans herrlandslag i fotboll
Bhutans herrlandslag i fotboll representerar Bhutan i internationell herrfotboll.

## Historik
Bhutans fotbollsförbund bildades 1983 och är medlem av Fifa och AFC.
Bhutan spelade sin första officiella herrlandskamp i fotboll den 1 april 1982, då man förlorade med 1-3 mot Nepal i Katmandu. Sämsta resultatet kom 2000 mot Kuwait då Bhutan förlorade med 0-20. 
Bhutan tillhör världens sämsta landslag och har hittills spelat endast ett trettiotal matcher, under 2000-talets första årtionde vann laget bara tre matcher, mot Guam, mot Montserrat i den så kallade jumbo-VM-finalen 2002 och Afghanistan. Bland de mest uppmärksammade matcherna under 2010-talet var när Bhutan i mars 2015 vann båda matcherna mot Sri Lanka i första kvalomgången till VM i fotboll 2018 (AFC).

### VM
- 1930 till 2006 - Deltog ej
- 2010 - Drog sig ur
- 2014 - Deltog ej
- 2018 - Kvalade inte in
- 2022 - Kvalade inte in

### Asiatiska mästerskapet
- 1956 - Deltog ej
- 1960 - Deltog ej
- 1964 - Deltog ej
- 1968 - Deltog ej
- 1972 - Deltog ej
- 1976 - Deltog ej
- 1980 - Deltog ej
- 1984 - Deltog ej
- 1988 - Deltog ej
- 1992 - Deltog ej
- 1996 - Deltog ej
- 2000 - Kvalade inte in
- 2004 - Kvalade inte in
- 2007 - Deltog ej
- 2011 - Kvalade inte in

### AFC Challenge Cup
- 2006 - Första omgången
- 2008 - Kvalade inte in
- 2010 - Kvalade inte in
- 2012 - Kvalade inte in
- 2014 - Deltog ej

Under AFC Challenge cup 2006 blev det två förluster och en oavgjord; mot Sri Lanka (0-1), Nepal (0-2) och Brunei (0-0). Man gjorde inget mål i turneringen.

### Asiatiska spelen
- 1951 - Deltog ej
- 1954 - Deltog ej
- 1958 - Deltog ej
- 1962 - Deltog ej
- 1966 - Deltog ej
- 1970 - Deltog ej
- 1974 - Deltog ej
- 1978 - Deltog ej
- 1982 - Deltog ej
- 1986 - Deltog ej
- 1990 - Deltog ej
- 1994 - Deltog ej
- 1998 - Deltog ej
- 2002(1) - Deltog ej
- 2006(1) - n/a

### South Asian Football Federation Gold Cup
- 1993 - Deltog ej
- 1995 - Deltog ej
- 1997 - Deltog ej
- 1999 - Deltog ej
- 2003 - Första omgången
- 2005 - Första omgången

### Sydasiatiska spelen
- 1984 - 4:e plats (sist)
- 1985 - Första omgången
- 1987 - Första omgången
- 1989 - Deltog ej
- 1991 - Deltog ej
- 1993 - Deltog ej
- 1995 - Deltog ej
- 1999 - Första omgången
- 2004(2) - 4:e plats
- 2006(2) - Första omgången